# Paulina (protista)
Paulina es un género de foraminífero bentónico de la subfamilia Ceratobulimininae, de la familia Ceratobuliminidae, de la superfamilia Ceratobuliminoidea, del suborden Robertinina y del orden Robertinida. Su especie tipo es Paulina furssenkoi. Su rango cronoestratigráfico abarca desde el Bajociense (Jurásico medio) hasta el Kimmeridgiense (Jurásico superior).

## Clasificación
Paulina incluye a las siguientes especies:
- Paulina fulgens †
- Paulina furssenkoi †
- Paulina grigelisi †
- Paulina kurshensis †
- Paulina makarensis †
- Paulina orbiculata †
- Paulina paula †

Otra especie considerada en Paulina es:
- Paulina marginata †, de posición genérica incierta